# Raudźan
Raudźan (beng. রাউজান; ang. Raozan) – miasto w Bangladeszu (prowincja Ćottogram). Według danych szacunkowych na rok 2009 liczy 105 800 mieszkańców.